# Тахмасп II
Тахмасп II (*3 грудня 1704 — 11 лютого 1740) — шах Ірану в 1722—1732.

## Життєпис

### Молоді роки
Походив з династії Сефевідів. Був третім сином перського шаха Солтан Хусейна. Народився у 1704 році. Не брав участь у політичних справах, відсторонений євнухами. У березні 1722 року разом з батьком і родиною опинився в облозі в Ісфагані афганських військ Мір Махмуда.
Коли становище у вересні того ж року стало безнадійним, Тахмасп з невеличким загоном зумів прорватися скрізь війська ворога й втік на північ Персії. У листопаді після отримання звістки про капітуляцію Ісфагана та зречення Солтан Хусейна Тахмасп оголосив себе новим шахом у Казвіні (старовинній столиці Сефевідів). Його підтримали намісники та еміри Ширвану, Єревані, Нахічевані, Баку, хани Дагестану, а також деякі племена кизилбашів. Водночас визнали Російська і Османська імперії, які намагалися скористатися ситуацією для розширення володінь.

### Володарювання
З самого початку Тахмасп II опинився у складній ситуації: йому довелося протистояти Мір Махмуду, новому шаху в Ісфагані, на Кавказі місцеві володарі лише номінально визнавали владу Тахмаспа II, російські війська захопили Дербент, прибережні землі Азербайджану. Незабаром Османська імперія почала підготовку до вторгнення. Для усунення численних небезпек шах вимушений був 1723 року підписати Петербурзьку угоду, за якою відмовлявся на користь Російської імперії від Дербента, Баку, Ширвана, Гіляні, Мазендерана, Астрабада. Натомість імператор Петро I пообіцяв допомогу проти Мір Махмуда, але нічого не зробив для допомоги Тахмаспу II.
У 1725 страчено практично усіх членів династії Сефевідів за наказом Мір Махмуда, у 1726 новий володар Ісфагану — Мір Ашраф-шах Хотакі наказав стратити батька Тахмаспа II. На той час влада шаха поширювалася лише на Тебриз, деякі райони Астрабада. Реальну військову підтримку надало плем'я каджарів.
У 1726 на службу до Тахмаспа II перейшов Надир-хан з кизилбаського племені афшар, якого було призначено намісником Мазандаран і Хорасана. Надир вбив свого суперника Фатх Алі-хана Каджара і прийняв титул Тахмасп-кулі хана («Хан — раб Тахмаспа»), тим самим демонструючи відданість шаху.
Восени 1729 Надир-хан завдав рішучої поразки Ашрафу-шаху, незважаючи на допомогу останньому з боку Османської імперії. У листопаді афганці залишили Ісфахан і відступили до Ширазу. Тахмасп II вступив до столиці і був зведений на шахський трон. Втім фактична влада на цей час перейшла до Надир-хана.
Ситуація номінального (лялькового) володаря не влаштовувала Тахмаспа II. У 1731 році, коли Надир перебував в Хорасані при придушенні повстання афганців, Тахмасп II після укладання вигідного Рештського договору, за яким отримав землі на південь від річки Кура (Гілянь, Мазендеран, Астрабад) в обмін на безмитну торгівлю та поступку Баку і Дербента, шах особисто почав військові дії проти османів. Він спробував захопити Єревань і Нахічевань, але зазнав повної поразки від османських військ у битві при Коріджані 15 вересня того ж року і ледь не потрапив в полон. Ворог захопив Хамадан, Керманшах, Тебріз і інші міста, а на півдні вдерся до Хузістану. Це призвело до повного знищення авторитету шаха. 10 січня 1732 року Тахмасп II вимушений був укласти Багдадський мирний договір з Османською імперією, за якою шах поступився територіями на північ від річки Аракс (Гянджою, Картлі, Кахетією, Ширваном і Дагестаном), але залишив за Персією Південний Азербайджан з Тебрізом.
Коли про це дізнався Надир-хан, він випустив відозву проти шаха Тахмаспа II і укладеного ним договору і відправив султанові лист з вимогою повернути всі зайняті території, погрожуючи в іншому випадку війною. У серпні 1732 Надир-хан з військом прибув до Ісфахану, але Тахмасп II не допустив військо у місто, а з самим Надир-ханом обійшовся прохолодно. У відповідь Надир-хан почав готувати змову проти шаха. 26 серпня, коли Тахмасп II здійснював огляд війська Надир-хана, його оточили й примусили зректися трону. Новим шахом було зроблено сина Тахмаспа II — Аббаса III.

### Останні роки
Тахмаспа було відправлено до Хорасану, де його ув'язнили. У 1740 році за наказом хорасанського намісника Різа-Кулі-мірзи, старшого сина Надир-шаха, Тахмаспа було страчено в Сабзеварі.